# Sven Peterson
Sven Erik Vilhelm Peterson, född 18 november 1879 i Storkyrkoförsamlingen i Stockholm, död 6 januari 1947 i Höstsol, Täby, var en svensk skådespelare. 

## Filmografi
- 1913 – Mannekängen

## Teater

### Roller
| År   | Roll              | Produktion                                                               | Regi          | Teater        |
| ---- | ----------------- | ------------------------------------------------------------------------ | ------------- | ------------- |
| 1929 | Kofots-Robert     | Tolvskillingsoperan (Die Dreigroschenoper) Bertolt Brecht och Kurt Weill | Ernst Eklund  | Komediteatern |
| 1935 | En handelsresande | Ljuva ungdomstid Eugene O'Neill                                          | Rune Carlsten | Dramaten      |
| 1938 |                   | Tolvskillingsoperan (Die Dreigroschenoper) Bertolt Brecht och Kurt Weill | Ernst Eklund  | Oscarsteatern |